# إيمي جيمس
إيمي جيمس (بالإنجليزية: Amy James)‏ هي مجدفة أسترالية، ولدت في 29 يوليو 1993.

## وصلات خارجية
- إيمي جيمس على موقع الاتحاد الدولي للتجديف (الإنجليزية)